# Münzen Ecuadors
Obwohl der US-Dollar seit 9. September 2000 die Landeswährung ist, gibt es eigene Münzen Ecuadors. Die Münzen werden, parallel zum Cent, als Untereinheit des US-Dollar verwendet. Entsprechend der amerikanischen Bezeichnung Cent werden die Münzen als Centavo (Pl.: Centavos) bezeichnet. Die offizielle Bezeichnung für diese Münzen ist Centavo del Sucre, wobei festgelegt ist, dass 100 Centavos einem US-Dollar entsprechen. Die Münzen entsprechen daher nicht nur in Größe und Gewicht den US-Cents, sondern auch im Wert.
| Nennwert    | Bild        | Motiv                  | Material            | Gewicht | Durchmesser | Münzstätte               |
| ----------- | ----------- | ---------------------- | ------------------- | ------- | ----------- | ------------------------ |
| 1 Centavo   | 1 Centavo   | Globus                 | Kupfer-Zink (70/30) | 2,5 g   | 19,05 mm    | Royal Canadian Mint      |
| 5 Centavos  | 5 Centavos  | Juan Montalvo          | vernickelter Stahl  | 5,0 g   | 21,21 mm    | Casa de Moneda de México |
| 10 Centavos | 10 Centavos | Eugenio Espejo         | vernickelter Stahl  | 2,268 g | 17,91 mm    | Casa de Moneda de México |
| 25 Centavos | 25 Centavos | José Joaquín de Olmedo | vernickelter Stahl  | 5,67 g  | 24,26 mm    | Casa de Moneda de México |
| 50 Centavos | 50 Centavos | Eloy Alfaro            | vernickelter Stahl  | 11,34 g | 30,61 mm    | Casa de Moneda de México |